# 沖縄市体育館
沖縄市体育館（おきなわしたいいくかん）は、沖縄県沖縄市諸見里のコザ運動公園（沖縄市総合運動場）に所在する総合体育館である。

## 概要
1973年、若夏国体を機に旧体育館が建設された。老朽化が進んだため2008年に新体育館が着工され、2010年に竣工した。

## 施設
- バスケットボール3面、バレーボール4面（6人制・9人制）、バドミントン:14面、ハンドボール1面、卓球20面、
- 収容人数
  - 固定席・移動席2,091席
  - 貴賓席24席
  - 車椅子観覧スペース:8席

## 主な大会・イベント

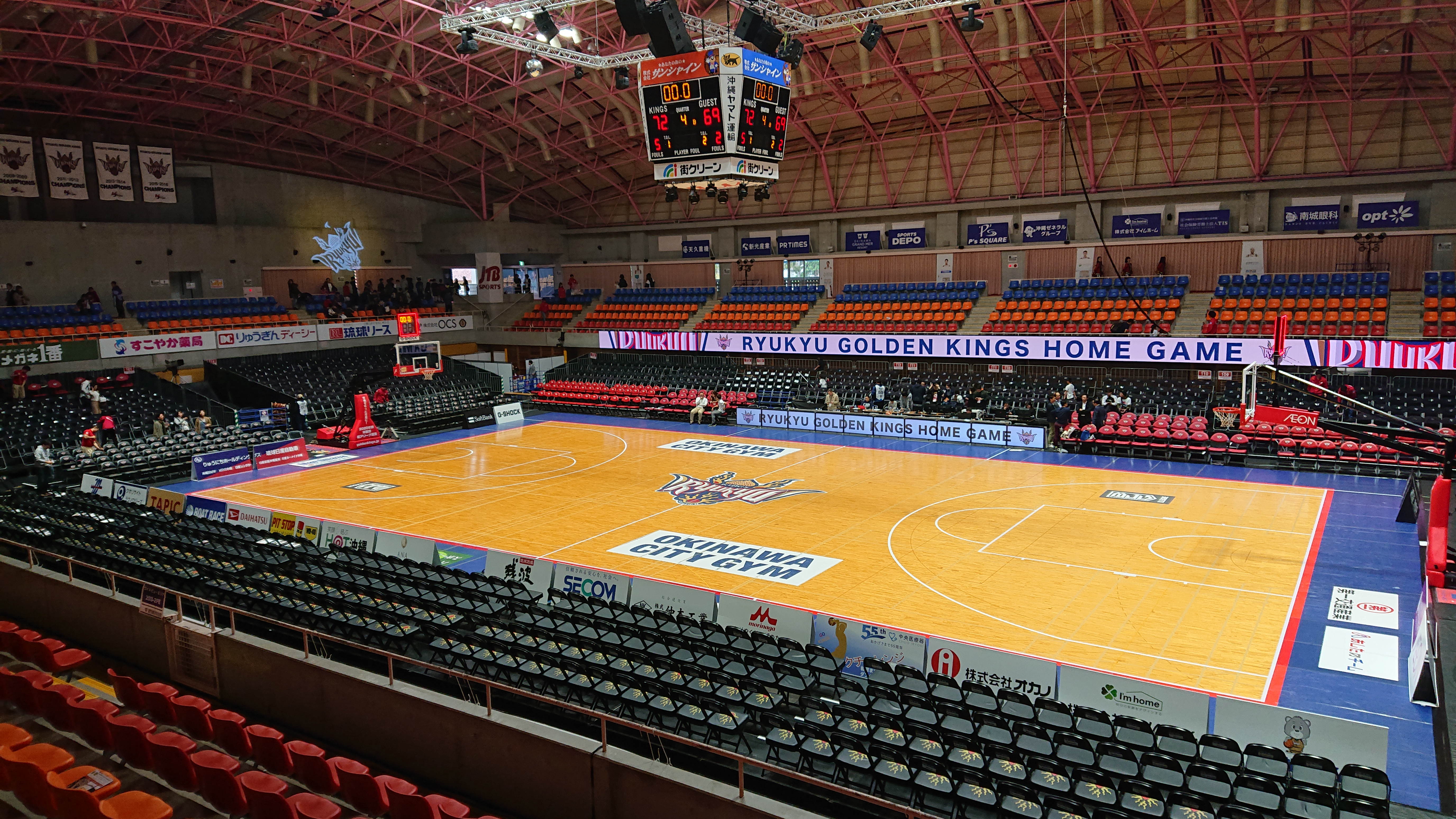
Bリーグ開催時

美ら島沖縄総体2010では新体操の会場として使用された。
Bリーグの琉球ゴールデンキングスのホームアリーナのひとつとして、同リーグの試合が開催されている。
2019年、V.LEAGUE男子の公式戦が1月19日、20日の両日に開催され、パナソニックパンサーズなど、4チームによる試合が行われた。

## アクセス
- 沖縄自動車道沖縄南ICより車で2分
- 園田バス停より徒歩約10分

## ギャラリー

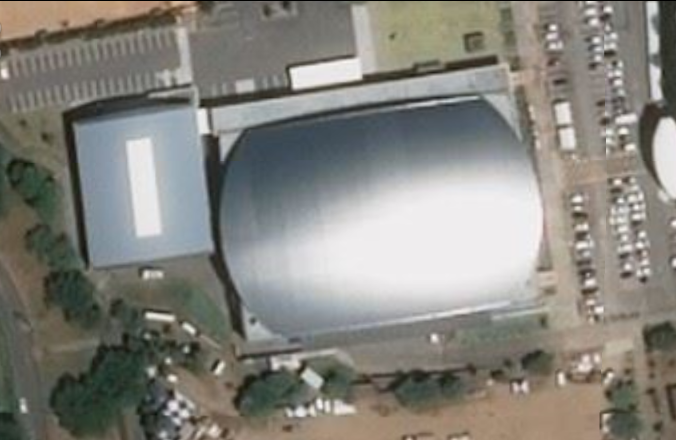
空中写真
入口付近
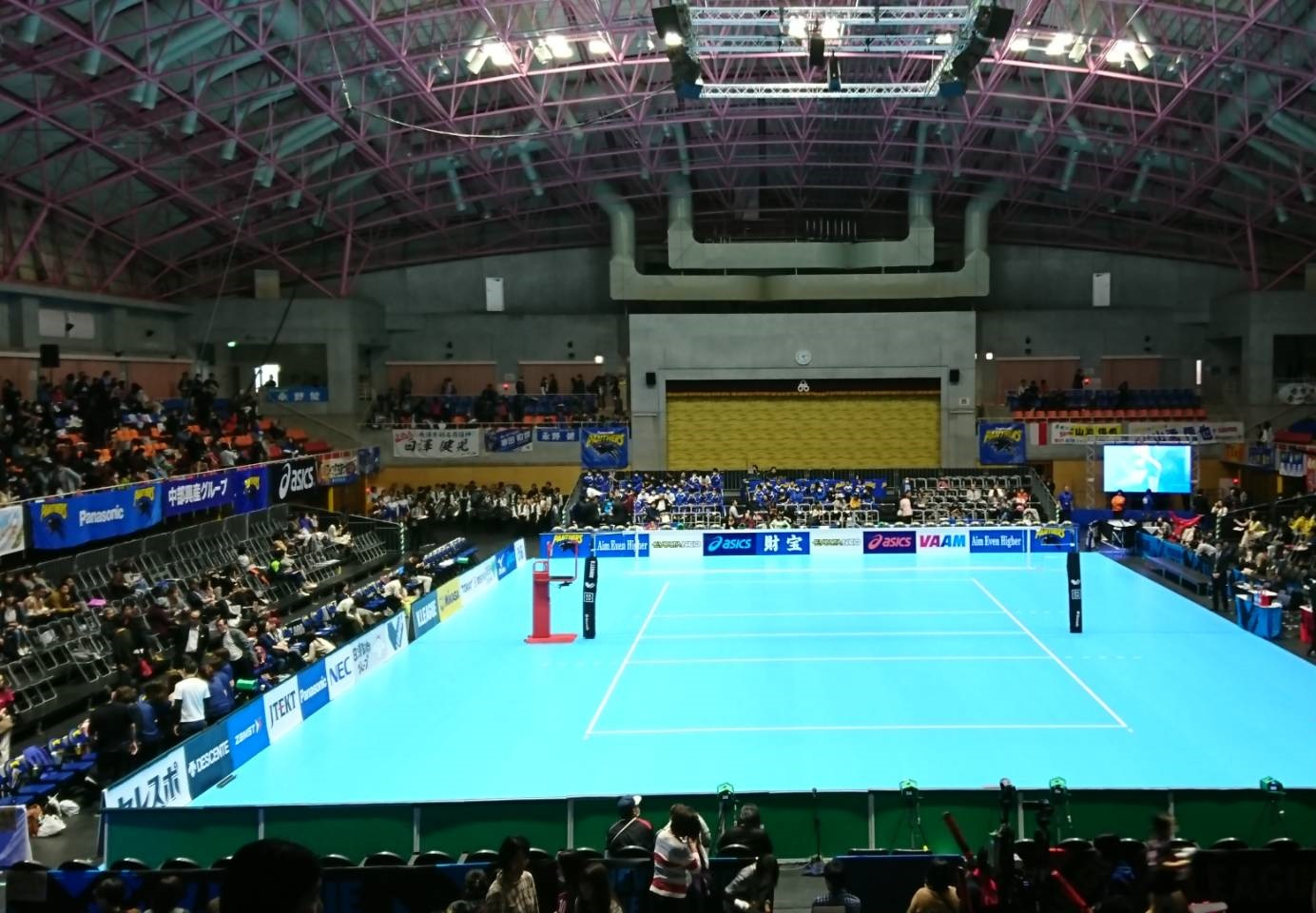
2019年、V.LEAGUE開催時(1)
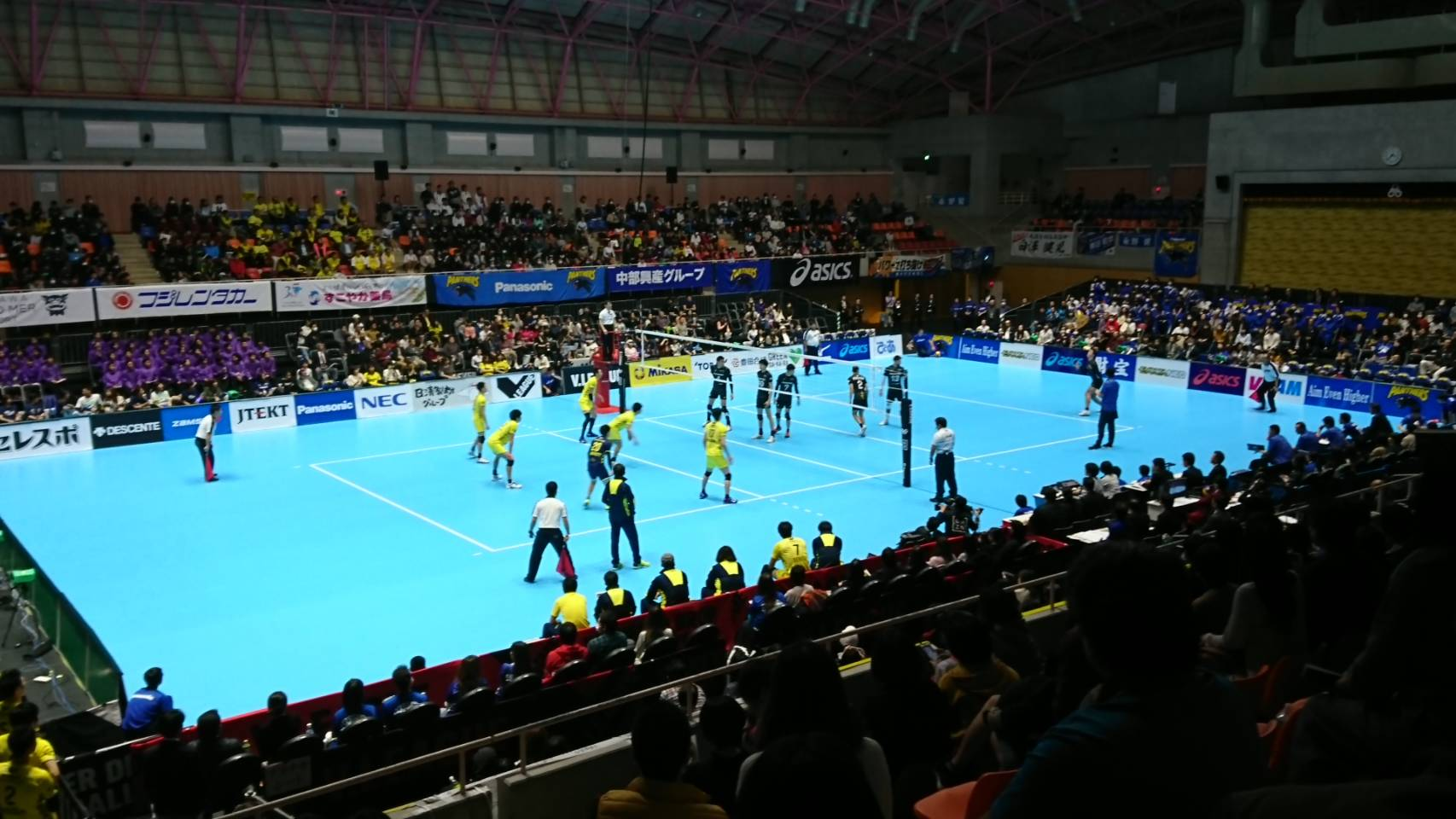
2019年、V.LEAGUE開催時(2)
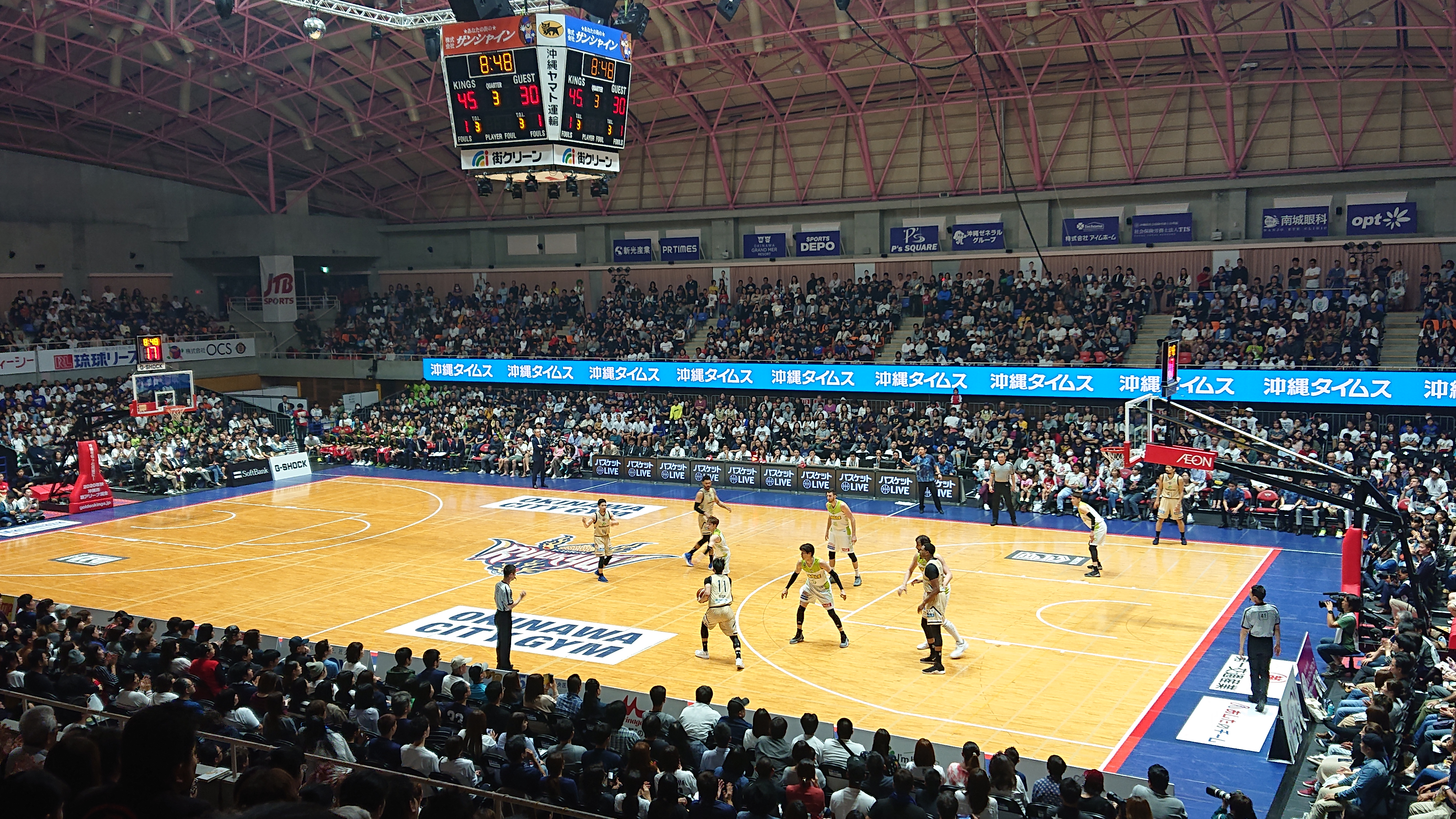
B.LEAGUE 18-19 第25節 琉球ゴールデンキングスvsレバンガ北海道 20190302